# Paranorthia macrobranchiata
Paranorthia macrobranchiata är en ringmaskart som först beskrevs av McIntosh 1885.  Paranorthia macrobranchiata ingår i släktet Paranorthia och familjen Onuphidae. Inga underarter finns listade i Catalogue of Life.